# SoundART NRW

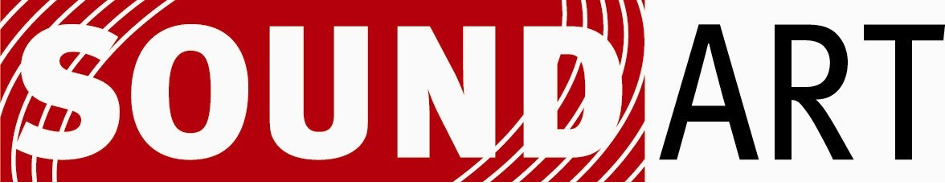
Logo der SoundART NRW

Die SoundART NRW ist eine seit 2004 jährlich stattfindende Klangkunst-Ausstellung, die auf den Nominierungen und Preisvergaben des Deutschen Klangkunst-Preises und des EUROPEAN SOUNDART AWARDS beruht.

## Genese
Die erste SoundART-Ausstellung fand 2004 im Rahmen der Museumsnacht Köln auf der Kunstmesse ART COLOGNE statt und erzielte mit seinen Klangkunst-Installationen und Mehrkanal-Produktionen in den Rheinsälen der Kölner Messe eine Besucherresonanz, die sowohl die Erwartungen der Veranstalter und auch der Künstler mit mehr als 9000 Besuchern weit übertraf.
Die SoundART 2004 zeigte im großen Rheinsaal der Kölner Messe auf 1000 m² die bis dahin umfangreichste Auswahl von Klangkunst-Installationen. Parallel präsentierte sie im kleinen Rheinsaal historische Mehrkanal-Produktionen des Studios für elektronische Musik des WDR und des Studios für akustische Kunst des Kulturradios WDR 3. Seither findet die SoundART jährlich an unterschiedlichen Orten in NRW statt. Sie ist die am längsten bestehende regelmäßige Ausstellung von Klangkunst-Installationen in Europa.

## Ausrichtung
Ursprung der SoundART-Ausstellung war der Deutsche Klangkunst-Preis, den Karl Karst (damals Programmchef WDR 3) und Uwe Rüth (damals Direktor des Skulpturenmuseums Glaskasten Marl) 2002 initiierten. Der Deutsche Klangkunst-Preis geht auf die Gründung der Stiftung Hören zurück, die 2001 auf Einladung von Karl Karst in Köln stattfand und die 2003 zur Gründung des bundesweiten Netzwerks Initiative Hören e.V. und 2011 zur Gründung der Stiftung Hören führte. Beide Institutionen verfolgen das Ziel, durch Bildungsmaßnahmen und Projekte wie den Deutschen Klangkunst-Preis und die SoundART die Aufmerksamkeit der Öffentlichkeit auf das Akustische und die vernachlässigte Bedeutung des Hörens zu lenken.
Die an der SoundART beteiligten Künstler sind mehrheitlich Nominierte und Preisträger des Deutschen Klangkunst-Preises und des späteren EUROPEAN SOUNDART AWARDS. Mit dem Wettbewerb 2012/13 wurde der Deutsche Klangkunst-Preis für die europäische Ebene geöffnet und zum EUROPEAN SOUNDART AWARD erweitert, der im Rahmen der SoundART vergeben.